# Valmigère
Valmigère település Franciaországban, Aude megyében. Lakosainak száma 27 fő (2022. január 1.). Valmigère Arques, Bouisse, Missègre, Peyrolles, Terroles és Villardebelle községekkel határos.

## Népesség
A település népessége az elmúlt években az alábbi módon változott:
| Lakosok száma | 37   | 32   | 23   | 22   | 17   | 15   | 17   | 23   | 24   | 27   |
|               | 1968 | 1982 | 1990 | 2006 | 2013 | 2015 | 2017 | 2019 | 2020 | 2022 |